# Такунцева, Ирина Михайловна
Ирина Михайловна Такунцева (род. 14 ноября 1990, Курган) — российская легкоатлетка, специалистка по бегу на короткие дистанции и барьерному бегу. Выступала на профессиональном уровне в 2008—2019 годах, обладательница серебряной и бронзовой медалей Универсиады в Кванджу, призёрка первенств всероссийского значения. Представляла Свердловскую и Курганскую области. Мастер спорта России.

## Биография
Родилась в семье тренера-преподавателя по лёгкой атлетике в городе Кургане.
Воспитанница курганской ДЮСШ № 5. Занималась лёгкой атлетикой под руководством М. Г. Такунцева, а после переезда в Свердловскую область — Р. Б. Табабилова, С. И. Апарина, И. С. Хабаровой.
В 10 лет стала серебряным призёром России в легкоатлетическом многоборье «Шиповка юных» в Москве.
В 2010 году стала Первой вице-мисс конкурса «Краса Кургана — 2010», ей были присвоены титулы «Мисс зрительских симпатий», «Мисс дружба».
В 2013 году с командой Свердловской области стала четвёртой в эстафете 4 × 400 метров на чемпионате России в Москве.
На чемпионате России 2014 года в Казани завоевала бронзовую награду в той же дисциплине, но впоследствии в связи с допинговой дисквалификацией Анастасии Баздыревой этот результат аннулировали.
Будучи студенткой, в 2015 году представляла страну на Универсиаде в Кванджу — в программе бега на 400 метров с барьерами взяла бронзу, тогда как в эстафете 4 × 400 метров вместе с соотечественницами Еленой Зуйкевич, Кристиной Мальвиновой и Лилией Гафиятуллиной получила серебро, уступив только команде из Польши. Выступала за спортивный клуб «Швабе» (ранее «Луч») из Екатеринбурга.
В 2016 году в 400-метровом барьерном беге выиграла серебряную медаль на чемпионате России в Чебоксарах.
На чемпионате России 2017 года в Жуковском в беге на 400 метров с барьерами взяла бронзу.
В 2018 году стала бронзовой призёркой в эстафете 4 × 400 метров на зимнем чемпионате России в Москве.
В 2019 году в эстафете 4 × 400 метров завоевала серебряную награду на зимнем чемпионате России в Москве. В качестве запасной бегуньи присутствовала на Европейских играх в Минске. По окончании сезона завершила спортивную карьеру.
По образованию — экономист. Окончила Международный институт финансов, управления и бизнеса Тюменского государственного университета.
Тренер в муниципальном бюджетном учреждении спортивной подготовки спортивная школа «Аверс», г. Сургут, Ханты-Мансийский автономный округ — Югра.

## Награды и звания
- Мастер спорта России по лёгкой атлетике, 11 марта 2013 года[9]

## Спортивные достижения

### Летняя Универсиада 2015
- 4×400 м — 3:32.46 —
- 400 м/б — 56.57 —

### Чемпионат России
- 2011 — Чебоксары, Россия — 400 м/б — 59.76 — 14
- 2012 — Чебоксары, Россия — 400 м/б — 60.14 — 19
- 2013 — Москва, Россия — 400 м/б — 57.55 — 6/7
- 2014 — Казань, Россия — 400 м/б — 57.18 — 5
- 2015 — Чебоксары, Россия — 400 м/б — 57.87 — 6
- 2016 — Чебоксары, Россия — 400 м/б — 57.05 —
- 2017 — Жуковский, Россия — 400 м/б — 57.83 —
- 2018 — Казань, Россия — 400 м/б — 59.13 — 4

### Командный чемпионат России
- 2014—400 м/б — 58.41 — 9
- 2014—400 м — 53.37 — 7
- 2015—400 м/б — 56.82 —
- 2015—400 м — 53.32 — 4
- 2016—400 м/б — 58.01 — 5
- 2016—400 м — 54.62 — 12
- 2017—400 м — 55.21 — 14
- 2019—400 м/б — 59.52 —

### Чемпионат России в помещении
- 2013 — 400 м — 56.04 — 32
- 2014 — 400 м — 55.30 — 27
- 2015 — 400 м — 55.44i — 19
- 2017 — 400 м — 55.13 — 15
- 2018 — 400 м — 55.35 — 13
- 2018 — 4×400 м — 3.39,35 —
- 2019 — 4×400 м — 3.37,33 —

### Кубок России
- 2011—400 м/б — 60.93 — 5
- 2012—400 м/б — 1:01.15 — 11
- 2013—400 м/б — 57.02 —
- 2017—400 м/б — 58.67 — 4

### Всероссийские соревнования «Гераклиада»
- 2017—400 м/б — 58.31 —

### Чемпионат и первенства Уральского федерального округа
- 2010—400 м/б — 60.01 —
- 2011—400 м/б — 59.14 —
- 2012—400 м/б — 59.84 —
- 2013—400 м — 57.14 — 7
- 2014—400 м/б — 58.13 —

## Семья
Отец — Михаил Такунцев (род. 6 апреля 1951, пос. Зюкайка Верещагинского района Пермской области), старший тренер МБОУ ДОД «Детско-юношеская спортивная школа № 5» города Кургана, председатель Курганской городской федерации легкой атлетики, мастер спорта СССР по марафонскому бегу. Депутат Курганской областной Думы (2015).
Мать — Вера Алексеевна Чемякина, учитель физического воспитания.
Брат Андрей, кандидат в мастера спорта. Сестра Татьяна, окончила факультет физического воспитания Курганского государственного университета. Получила второе высшее юридическое образование. Брат Юрий был победителем Курганской области среди юношей.